# Alex Ponton
Alexander Lockhart Ponton, detto Alex (Edimburgo, 6 febbraio 1898 – Toronto, 31 ottobre 1949), è stato un velocista canadese.

## Biografia
Partecipò ai Giochi olimpici di Anversa 1920 dove raggiunse la semifinale dei 200 metri che concluse al quarto posto, insufficiente a garantirgli l'accesso alla finale. Nella gara dei 100 metri, invece, fu eliminato nei quarti di finale.

## Palmarès
| Anno | Manifestazione  | Sede    | Evento    | Risultato        | Prestazione | Note  |
| ---- | --------------- | ------- | --------- | ---------------- | ----------- | ----- |
| 1920 | Giochi olimpici | Anversa | 100 metri | Quarti di finale |             | [ 1 ] |
| 1920 | Giochi olimpici | Anversa | 200 metri | Semifinale       |             | [ 2 ] |